# Diocesi di Covington
La diocesi di Covington (in latino: Dioecesis Covingtonensis) è una sede della Chiesa cattolica negli Stati Uniti d'America suffraganea dell'arcidiocesi di Louisville. Nel 2021 contava 92.700 battezzati su 538.446 abitanti. È retta dal vescovo John Curtis Iffert.

## Territorio
La diocesi comprende 14 contee nella parte settentrionale del Kentucky, negli Stati Uniti d'America: Boone, Bracken, Campbell, Carroll, Fleming, Gallatin, Grant, Harrison, Kenton, Lewis, Mason, Owen, Pendleton e Robertson.
Sede vescovile è la città di Covington, dove si trova la cattedrale dell'Assunzione (Cathedral of the Assumption)
Il territorio si estende su 8.696 km² ed è suddiviso in 48 parrocchie.

## Storia
La diocesi è stata eretta il 29 luglio 1853 con il breve Apostolici ministerii di papa Pio IX, ricavandone il territorio dalla diocesi di Louisville (oggi arcidiocesi).
Originariamente suffraganea dell'arcidiocesi di Cincinnati, il 10 dicembre 1937 è entrata a far parte della provincia ecclesiastica di Louisville.
Il 14 gennaio 1988 ha ceduto una porzione del suo territorio a vantaggio dell'erezione della diocesi di Lexington.

## Cronotassi dei vescovi
Si omettono i periodi di sede vacante non superiori ai 2 anni o non storicamente accertati.
- George Aloysius Carrell, S.I. † (23 luglio 1853 - 25 settembre 1868 deceduto)
- Augustus Maria Bernard Anthony John Gebhard Toebbe † (24 settembre 1869 - 2 maggio 1884 deceduto)
- Camillus Paul Maes † (1º ottobre 1884 - 11 maggio 1915 deceduto)
- Ferdinand Brossart † (29 novembre 1915 - 2 marzo 1923 dimesso[2])
- Francis William Howard † (26 marzo 1923 - 18 gennaio 1944 deceduto)
- William Theodore Mulloy † (18 novembre 1944 - 1º giugno 1959 deceduto)
- Richard Henry Ackerman, C.S.Sp. † (4 aprile 1960 - 28 novembre 1978 ritirato)
- William Anthony Hughes † (13 aprile 1979 - 4 luglio 1995 ritirato)
- Robert William Muench (5 gennaio 1996 - 15 dicembre 2001 nominato vescovo di Baton Rouge)
- Roger Joseph Foys (31 maggio 2002 - 13 luglio 2021 ritirato)
- John Curtis Iffert, dal 13 luglio 2021

## Statistiche
La diocesi nel 2021 su una popolazione di 538.446 persone contava 92.700 battezzati, corrispondenti al 17,2% del totale.
| anno | popolazione | popolazione | popolazione | presbiteri | presbiteri | presbiteri | presbiteri                | diaconi | religiosi | religiosi | parrocchie |
| anno | battezzati  | totale      | %           | numero     | secolari   | regolari   | battezzati per presbitero | diaconi | uomini    | donne     | parrocchie |
| ---- | ----------- | ----------- | ----------- | ---------- | ---------- | ---------- | ------------------------- | ------- | --------- | --------- | ---------- |
| 1950 | 72.000      | 1.350.466   | 5,3         | 162        | 138        | 24         | 444                       |         | 30        | 795       | 75         |
| 1966 | 92.500      | 1.303.000   | 7,1         | 234        | 214        | 20         | 395                       |         | 37        | 1.020     | 85         |
| 1970 | 103.500     | 1.400.000   | 7,4         | 209        | 190        | 19         | 495                       |         | 43        | 1.178     | 85         |
| 1976 | 104.500     | 1.500.000   | 7,0         | 197        | 177        | 20         | 530                       |         | 32        | 981       | 83         |
| 1980 | 110.200     | 1.524.000   | 7,2         | 200        | 180        | 20         | 551                       |         | 25        | 1.081     | 84         |
| 1990 | 79.995      | 398.200     | 20,1        | 125        | 123        | 2          | 639                       | 10      | 12        | 528       | 51         |
| 1999 | 85.202      | 401.127     | 21,2        | 115        | 113        | 2          | 740                       | 18      | 9         | 430       | 48         |
| 2000 | 86.031      | 401.127     | 21,4        | 96         | 95         | 1          | 896                       | 23      | 7         | 418       | 47         |
| 2001 | 88.896      | 401.127     | 22,2        | 96         | 95         | 1          | 926                       | 22      | 10        | 416       | 47         |
| 2002 | 88.485      | 464.629     | 19,0        | 93         | 92         | 1          | 951                       | 22      | 11        | 405       | 47         |
| 2003 | 87.884      | 464.629     | 18,9        | 95         | 92         | 3          | 925                       | 24      | 14        | 418       | 47         |
| 2004 | 89.736      | 464.629     | 19,3        | 91         | 89         | 2          | 986                       | 28      | 10        | 372       | 46         |
| 2006 | 92.250      | 471.000     | 19,6        | 92         | 83         | 9          | 1.002                     | 28      | 16        | 346       | 47         |
| 2013 | 91.904      | 518.000     | 17,7        | 95         | 81         | 14         | 967                       | 33      | 20        | 281       | 47         |
| 2016 | 88.874      | 526.378     | 16,9        | 99         | 87         | 12         | 897                       | 39      | 17        | 263       | 47         |
| 2019 | 91.895      | 532.567     | 17,3        | 98         | 89         | 9          | 937                       | 40      | 13        | 208       | 48         |
| 2021 | 92.700      | 538.446     | 17,2        | 92         | 85         | 7          | 1.007                     | 40      | 9         | 194       | 48         |